# Out of the Ordinary
|  | Denne artikel er oprettet af botten PalnaBot ud fra en ekstern database. Den kan derfor have sproglige fejl eller mangler. Denne skabelon kan fjernes efter kontrol af indholdet. |

Out of the Ordinary er en animationsfilm fra 2013 instrueret af Tommy Kinnerup efter manuskript af Michael Valeur, Jericca Cleland.

## Handling
Johns arbejdsliv består af en lang række monotone kontorrutiner, som skal føre til hans længe ventede forfremmelse. Men uventede hændelser tvinger ham til at åbne sig for noget større.